# مقاطعة آلتين ساي
مقاطعة آلتين‌ساي (بالإنجليزية: Oltinsoy District)‏ هي مقاطعات أوزبكستان تقع في أوزبكستان في ولاية صرخنداريا. يقدر عدد سكانها بـ 116,900 نسمة ومساحتها 560 كم2 .